# Battir
Battir (arabisch بتير, DMG Battīr, hebräisch בֵּיתַּר Betar) ist ein palästinensisches Dorf im israelisch besetzten Westjordanland südwestlich von Jerusalem, das seit 2014 zum UNESCO-Weltkulturerbe gehört. In der Ortschaft leben circa 4500 Menschen. Es liegt nordöstlich von „Khirbet el-Yahud“ (dt. Ruine der Juden), einer archäologischen Stätte, die die Ruinen des antiken Betar (hebräisch בֵּיתַּר) umfasst. Der arabische Name Battir bewahrt den hebräischen Namen dieser altorientalischen Siedlung. In unmittelbarer Nähe befindet sich die israelische Siedlung Betar Illit.

## Lage

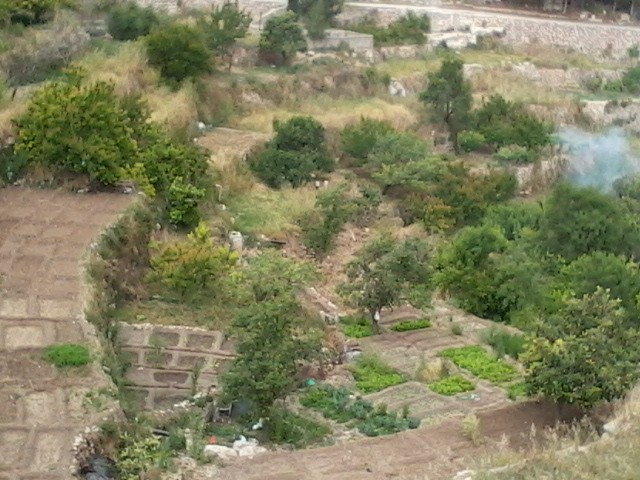
Landwirtschaft in Battir

Das heutige Siedlungsgebiet Battir liegt im Westjordanland 6,4 Kilometer westlich von Bethlehem.
Es gehört nach Auffassung der israelischen Besatzungsbehörden zur Regionalverwaltung Gusch Etzion (hebräisch גּוּשׁ עֶצְיוֹן) in Judäa und Samaria. Es liegt etwa auf halbem Weg zwischen Jerusalem und Hebron im zentralen Hochland von Judäa.

## Geschichte
Die antike jüdische Siedlung Betar (hebräisch בֵּיתַּר) war seit der Eisenzeit bis zum Bar-Kochba-Aufstand ununterbrochen bewohnt. Während des Bar Kokhba-Aufstands (132 bis 135 n. d. Z.) im jüdisch-römischen Krieg, wurde es von der römisch Besatzungsmacht zerstört. Das antike Betar ist heute Teil einer archäologischen Stätte, „Khirbet el-Yahud“ (Ruine der Juden) genannt. Auch die Römer hinterließen ihre Spuren, beispielsweise durch die Anlage von Bewässerungssystemen.
Der jüdischen Tradition gemäß befindet sich in Betar das Grab des tannaischen Weisen Eleazar von Modi'im.
Die Bahnstrecke Jaffa–Jerusalem (J&J-Linie) eröffnete 1892 den Betrieb und unterhielt in Battir einen Bahnhof mit zwei Gleisen, der bis 15. April 1948 bedient wurde.:290 Der Warren Cup soll um 1911 in der Nähe von Battir gefunden worden sein.
In Folge des Palästinakrieges 1948 und der anschließenden Waffenstillstandsabkommen von 1949 zwischen Israel und den arabischen Angreifern Ägypten, Jordanien, Libanon und Syrien wurde das zunächst jordanische gehaltene Battir durch eine Waffenstillstandslinie („Grüne Linie“) geteilt, wodurch ein Drittel der Ortsfläche auf israelischer Seite zu liegen kam. Jordanien und Israel hatten im Abkommen ihre im Krieg erreichten Stellungen an einigen Orten im gegenseitigen Einvernehmen verändert, damit beide Seiten nur an einzelnen Stellen gekappte Verbindungen wiederherstellen konnten, in Battir war das die nunmehr israelische J&J-Linie. Die anderen zwei Drittel Battirs kamen unter militärische Besatzung Jordaniens, bis es 1950 das Westjordanland annektierte, wodurch die Einwohner Jordanier wurden und nicht mehr wie ab 1948 Staatenlose waren. Die jordanische Annexion des Westjordanlands wird auch als völkerrechtswidrig betrachtet, was aber vor 1967 Staatsoberhäupter nicht von Staatsbesuchen im Westjordanland abhielt.
Seit dem Sechstagekrieg 1967 änderte sich der Status von Battir von jordanischer Verwaltung und Militärpräsenz zu israelischer Besatzung bei jordanischer Verwaltung. Die Einwohnerzahl bei der Volkszählung von 1967 betrug 1445. Jordanien schloss 1994 mit Israel einen Friedensvertrag und hat alle Ansprüche aufs Westjordanland endgültig aufgegeben. Seither sind die Einwohner wieder staatenlos.

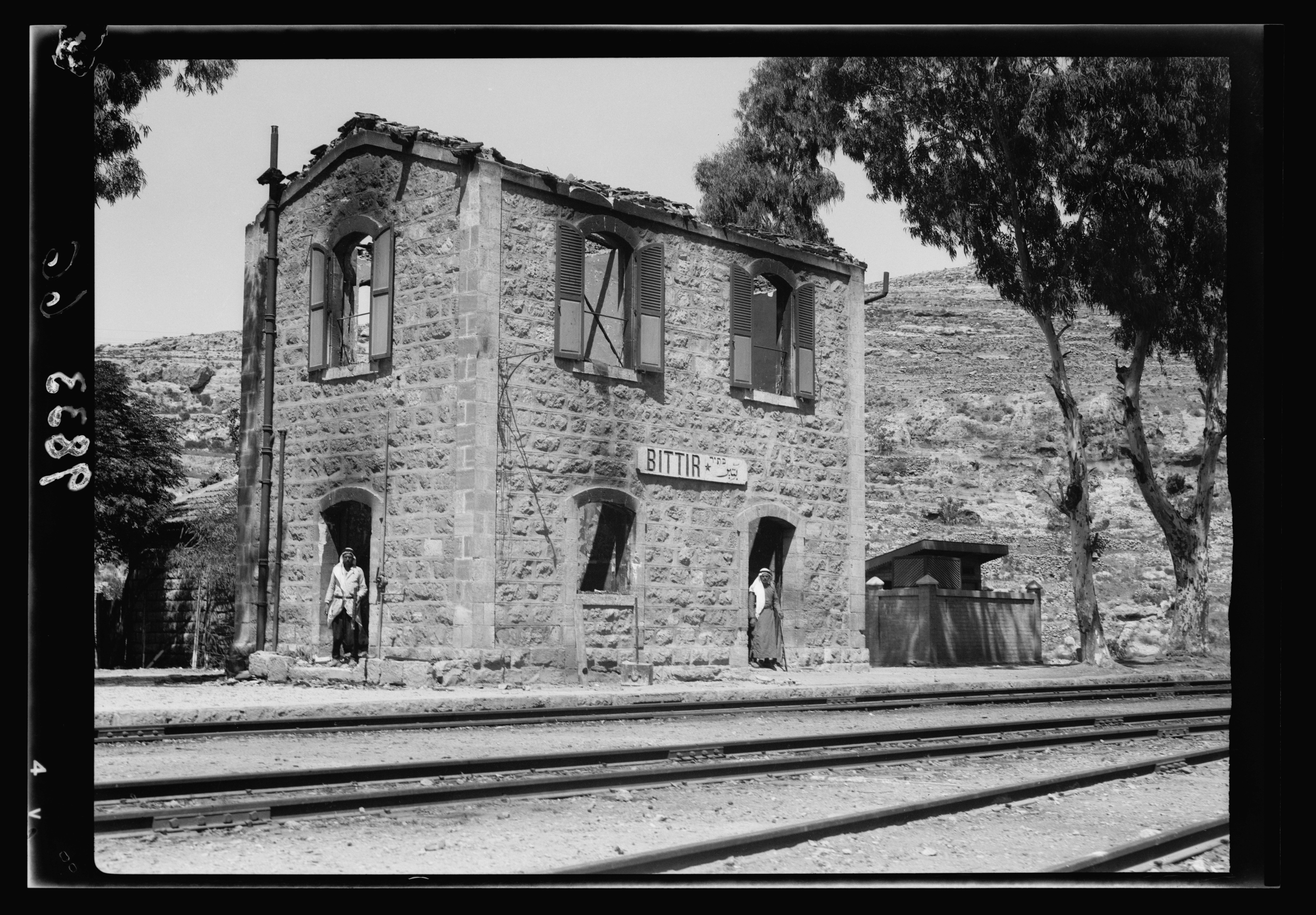
Bahnhof nach Brandstiftung durch Aufständische

Seit der Unterzeichnung des Interimsabkommen über das Westjordanland und den Gazastreifen (Oslo II) im Jahr 1995 wird die arabische Bevölkerung von Battir zum überwiegenden Teil von der Palästinensischen Autonomiebehörde (PNA) verwaltet. Es gibt einen Dorfrat, der derzeit aus neun von der PNA ernannten Mitgliedern besteht. 23,7 % der Ländereien des Dorfes wurden als Gebiet B eingestuft, die restlichen 76,3 % wurden als Gebiet C klassifiziert.
Im Jahre 2005 wurde der seit 1948 verfallene Bahnhof Battir abgerissen, um Platz für eine Ausweiche auf der J&J-Linie zu schaffen. Das 1985 gegründete israelische Betar Illit (dt.: Ober-Betar) mit rund 63.000 Einwohnern, bewahrt ebenso den hebräischen Namen der altorientalischen Siedlung Betar.

## Landwirtschaft
Da Battir im Hochland liegt, gestaltete sich die landwirtschaftliche Nutzung seit jeher schwierig, sodass sich innovative Ideen entwickelten, um die Region zu kultivieren. Zu diesem Zweck wurden beispielsweise die charakteristischen Steinterrassen in den Stein gehauen, um ebene Anbauflächen zu erhalten. Zudem entstand ein ausgeklügeltes Bewässerungssystem, das den Anbau von Nutzpflanzen ermöglichte. Diese Infrastruktur ermöglichte beispielsweise den Anbau von Oliven und Gemüse.

## UNESCO-Weltkulturerbe
Im Jahr 2014 wurde Battir als UNESCO-Weltkulturerbe aufgenommen und zeitgleich auf die Liste der bedrohten Welterbestätten gesetzt. Battir ist Teil der Welterbestätte Palestine: Land of Olives and Vines – Cultural Landscape of Southern Jerusalem (dt. ‚Palästina: Land der Oliven und Reben - Kulturlandschaft im Süden Jerusalems‘). Die UNESCO hob besonders die antiken Steinterrassen und das Bewässerungssystem, sowie die historische Bedeutung und die Vielzahl von Kulturen, die in der Region ihre Spuren hinterlassen haben, als Grund für die Ernennung zum Welterbe hervor.

## Politik
Der Bau einer Israelischen Sperranlage würde Battir teilen. Nach einer Klage entschied ein israelisches Gericht, dass das Verteidigungsministerium einen alternativen Plan zum Verlauf der Sperranlage vorlegen müsse.